# Apanteles trochanteratus
Apanteles trochanteratus är en stekelart som beskrevs av Szepligeti 1911. Apanteles trochanteratus ingår i släktet Apanteles och familjen bracksteklar. Inga underarter finns listade i Catalogue of Life.